# فناوری شهروندی
فناوری شهروندی (در اصل فناوری اطلاعات) نوعی فناوری است که مداخله یا مشارکت مردم در توسعه قوی‌تر را ممکن می‌سازد، ارتباطات شهروندان را تقویت می‌کند، زیرساخت دولت را بهبود می‌بخشد و معمولاً صلاح عمومی را در نظر می‌گیرد. این فناوری شامل نرم‌افزارهای کاربردی شهروندی و پلتفرم‌هایی می‌شود که از نهادها و موسسات دولتی پشتیبانی می‌کنند و دیگر نرم‌افزارهایی که دستیابی به این اهداف را ممکن می‌سازند.

## تاریخچه
فناوری شهروندی با گذشت زمان، اهمیت و تعهد روزافزونی یافته‌است، چون ما در عصر دیجیتال زندگی می‌کنیم. دوره‌ای که در آن ارتباطات دیجیتال مبنایی برای مبادلات سیاسی و اقتصادی هستند. از زمانی که فناوری‌های پیشرفته در جامعه رواج پیدا کرده و در دسترس کل جمعیت قرار گرفته‌اند، بسیاری از دولت‌های محلی و مقامات شروع به استفاده از این فناوری‌ها برای ارتباط با عموم مردم و دریافت بازخورد کرده‌اند. مخصوصاً، اینترنت بیشتر برای ارتباطات بین مسئولان دولت و شهروندان به کار رفته‌است.

### پیشرفت‌های غیرمنتظره در فناوری شهروندی
دولت اوباما - بایدن از راهبردهای فناوری شهروندی برای تسهیل مشارکت سیاسی شهروندان استفاده کرد. رویدادهای محلی که به نام «هکاتون» شناخته می‌شوند، اغلب مورد استقبال گروه‌های علاقه‌مند به فناوری قرار می‌گیرند که در زمینه‌هایی مانند برنامه‌نویسی کامپیوتر، طراحی گرافیک و برنامه‌نویسی سخت‌افزار و نرم‌افزار تجربه دارند. هکاتون‌ها بر بهتر کردن نرم‌افزارها تمرکز می‌کنند تا آن‌ها را کاربرپسندتر کرده و اعضای جامعه راحت‌تر بتوانند به آن‌ها دسترسی داشته باشند.
یکی دیگر از فناوری شهروندی مدرن، رسانه‌های اجتماعی هستند. شرکت‌هایی مانند فیسبوک و توئیتر به شهروندان آمریکا و سراسر جهان اجازه می‌دهند تا با هم ارتباط برقرار کنند و اطلاعاتشان را به اشتراک بگذارند. رسانه‌های خبری مانند نیویورک‌تایمز و وال‌استریت‌ژورنال، حساب‌های فیسبوک و توئیتر مخصوص به خود را دارند که به آن‌ها اجازه می‌دهد مقالات جدید را در سایت‌ها قرار دهند. این امر محیطی ایجاد می‌کند که افراد در آن، دسترسی تقریباً فوری به اخبار دارند. این دسته از خروجی‌های رسانه اجتماعی، نرم‌افزارهای موبایل دارند که به کاربران اجازه می‌دهند از هر جای جهان با تلفن‌ها، تبلت‌ها و لپتاپ‌های خود به اخبار دسترسی داشته باشند. این نرم‌افزارها اشتراک‌گذاری اطلاعات را تبدیل به کاری ساده و آنی می‌کنند.
طبق مطالعه‌ای که توسط شرکت داده بینالمللی (IDC) انجام شده‌است، از ۲۵٫۵ میلیارد دلاری که دولت ایالات متحده در سال ۲۰۱۵ صرف پروژه‌های فناوری‌های روبنایی می‌کند، ۶٫۴ میلیارد دلار صرف فناوری شهروندی می‌شود. ۶٬۷ تحقیق بنیاد Knight در حوزه فناوری شهروندی نشان داد که تعداد شرکت‌های فناوری شهروندی تقریباً سالانه ۲۳ درصد بین سال‌های ۲۰۰۸ تا ۲۰۱۳ رشد کرده‌است.

## محدوده فضای فناوری شهروندی
گزارش سال ۲۰۱۳ بنیاد Knight تلاش می‌کند تا کانون‌های مختلفی را در فضای فناوری شهروندی ترسیم کند. این گزارش پروژه‌های فناوری شهروندی را به صورت گسترده به دو گروه طبقه‌بندی می‌کند: حکومت باز و اقدام اجتماعی.

### حکومت باز
- دسترسی به داده و شفافیت
- رأی دادن
- تصویرسازی و نشانه‌گذاری (mapping)
- کاربرد داده
- بازخورد ساکنین
- تصمیم‌گیری عمومی

### اقدام اجتماعی
- اشتراک‌گذاری محلی نظیر به نظیر (Peer-to-peer)
- تأمین مالی جمعی شهروندی
- جلسات محله
- جمع‌سپاری اطلاعات
- سازماندهی جامعه

در بنیاد Knight، همه «دقت می‌کنند تا مطمئن شوند که مردم به اخبار و اطلاعاتی که برای زندگی در نظام دموکراسی نیاز دارند، دسترسی داشته باشند» آن‌ها به دنبال ایجاد دسترسی به اطلاعات و اشتراک‌گذاری این منابع به نفع مردم هستند. آن‌ها با این دسترسی، می‌توانند سیستم شفاف‌تر و باز اشتراک‌گذاری اطلاعات را به نفع کاربران آگاه و روشنگر و شهروندان ایجاد کنند تا این افراد در امور سیاسی و اجتماعی مشارکت نمایند و به نگرانی‌ها و زندگی‌های آن‌ها توجه کنند.
OneBusAway یک نرم‌افزار کاربردی است که اطلاعات در لحظه حمل و نقل را نمایش می‌دهد و مثالی از استفاده از داده فناوری شهروندی فراهم می‌کند. این نرم‌افزار توسط داوطلبان نگهداری شده و کاربرد شهروندی کمک به افراد برای پیدا کردن راه خود در شهرها را دارد. این نرم‌افزار نشان می‌دهد که فناوری می‌تواند ابزاری برای تنظیم جامعه باشد.
شهروندان از طریق رسانه‌های اجتماعی به نمایندگان خود دسترسی پیدا می‌کنند و می‌توانند نگرانی‌های خود را به صورت مستقیم از طریق سایت‌هایی مانند توئیتر و فیسبوک به مقامات دولتی اعلام کنند. حتی نمونه‌هایی از رای‌گیری آنلاین در گذشته وجود داشته که که رای‌گیری برای انتخابات محلی بوده و باعث افزایش قابل توجه میزان مشارکت شده‌است؛ مثلاً در انتخابات آریزونا در سال ۲۰۰۰ که با سازوکار رأی‌گیری آنلاین، میزان مشارکت نسبت به انتخابات قبلی دو برابر شد. رسانه اجتماعی تبدیل به یکی از ابعاد در حال رشد دولت بین مردم و شهروندان شده‌است و شفافیت بیشتری در بخش‌های دولتی به وجود آورده‌است. این نوآوری، تغییر به سمت دولت پیشرو و بازتر را بر اساس مشارکت شهروندی و فناوری برای مردم تسهیل می‌کند. وقتی رسانه‌های اجتماعی به عنوان پلتفرم برقراری ارتباط عمل می‌کنند، دولت را قادر می‌سازند تا اطلاعات را برای اجزای سازنده خود و شهروندان بر اساس فرایندهای قانونگذاری و آنچه در کنگره روی می‌دهد، فراهم کنند و نگرانی شهروندان دربارهٔ روش‌های اجرایی دولت را در نظر بگیرند.
تعریف آنچه که فناوری شهروندی را شکل می‌دهد، تا حدی مورد بحث و مجادله بوده‌است، مخصوصاً با توجه به شرکت‌هایی که در اشتراک‌گذاری یا دسترسی به اقتصاد مشارکت دارند، از جمله Uber, Lyft و Airbnb. مثلاً توانایی AirBnb برای فراهم کردن مسکن برای ساکنان نیویورک بعد از طوفان سندی را می‌توان نوعی فناوری شهروندی در نظر گرفت. اما، ناتانیل هلر، مسئول برنامه حکمرانی مؤسسه تحقیق برای توسعه (Research for Development Institute) معتقد است که پلتفرم‌های انتفاعی قطعاً خارج از محدوده فناوری شهروندی قرار می‌گیرند: هلر گفته‌است که «در حالی که اشتراک‌گذاری شهروند به شهروند انجام می‌شود، مأموریت این شرکت‌ها، تمرکز بر حداکثر کردن سود سرمایه‌گذاران است، نه هر نوع آزمایش دیگری که برای ساخت سرمایه اجتماعی انجام می‌شود.» از دیدگاه هدف، فناوری شهروندی را می‌توان ذیل عنوان «استفاده از فناوری برای صلاح عمومی» درک کرد.

تیم مشارکت شهروندی و فناوری مایکروسافت تلاش کرده تا رده‌بندی دقیقی از فناوری شهروندی از طریق رویکرد بالا - پایین فراهم کند. آن‌ها اقدامات موجود را گسترش داده و بر اساس موارد زیر طبقه‌بندی کردند:
- عملکردهای آن‌ها
- فرایندهای اجتماعی که در آن دخیل هستند.
- کاربران و مشتریان آن‌ها
- درجه تغییری که به دنبال آن هستند.
- عمق فناوری

نمودار شهروندی مایکروسافت، توسعه شبکه نوآوران شهروندی را هدایت کرده و «تأمین مالی، کاربرد داده، مشارکت و حتی تأثیر آن را نیز گسترش می‌دهد.» این یک ابزار جدید است که دسترسی لازم برای دنبال کردن جهان فناوری شهروندی را برای فراهم کردن اعتبار و پیشرفت این حوزه ایجاد می‌کند. این نمودار، فرصت‌های بیشتری را برای دسترسی موسسات دولتی و شرکت‌ها فراهم می‌کند تا این نوآوری‌ها را کشف کنند و از آن‌ها برای پیشرفت جامعه به سمت آینده فناوری و مشارکت شهروندی استفاده کنند. برای ایجاد جامعه آگاه و روشنگر، باید نوعی حس مشارکت شهروندی در این جامعه وجود داشته باشد، تا به اشتراک‌گذاری اطلاعات از طریق پلتفرم‌های فناوری شهروندی و کاربردهای آن انجام شود. «تعامل اجتماعی متناسب با فناوری عمومی، مستلزم مشارکت اعضای جامعه است.» مشارکت عادی در پلتفرم‌های فناوری شهروندی باعث می‌شود شهروندان آگاهانه‌تر در ایجاد یک جامعه واحد مشارکت کنند و اطلاعات سیاسی و اجتماعی را به نفع خود و نگرانی‌هایشان به اشتراک بگذارند.

این کار منجر به پدید آمدن راهنمای میدانی شد.
تیم فناوری و مشارکت شهروندی هم ابزار تجسم شبکه یعنی گراف شهروندی را برای سازمان‌های فناوری شهروندی تولید کردند.
فناوری که برای سود رساندن به شهروندان طراحی شده‌است، دولت‌ها را تحت فشار قرار می‌دهد تا «راهی که بروکراسی‌ها با استفاده از آن با شهروندان ارتباط می‌گیرند را با نوآوری تغییر دهند.» برنامه‌های دولت الکترونیک به منظور تقویت ارزش‌های دموکراتیک موسسات دولتی ایجاد و پشتیبانی می‌شوند، که شامل شفافیت و بهبود کارایی فرایندهای قانونگذاری است که دولت‌ها را پاسخگوتر می‌کند و به نگرانی‌های شهروندان واکنش نشان می‌دهد. این امر باعث افزایش مشارکت شهروندی در فعالیت سیاسی به خاطر نمایش مستقیم بیشتر و سیستم سیاسی دموکراتیک‌تر می‌شود.
ند که هدف آن، انتخاب نمایندگانی است که بر اساس آنچه شهروندان به صورت آنلاین تصمیم می‌گیرند، رأی می‌دهند. ۵۸

## فناوری شهروندی در سراسر جهان
سازمان همکاری حکومت باز (OGP) یک سازمان جهانی در حوزه فناوری شهروندی، است. «این سازمان یک سازمان چند جانبه است که هدف آن، تضمین تعهدات عینی دولت برای ارتقای شفافیت، توانمند کردن شهروندان، مبارزه با فساد و ایجاد فناوری‌های جدید برای تقویت حاکمیت است.»20 OGP که در سال ۲۰۱۱ توسط هشت دولت بنیان‌گذار (برزیل، اندونزی، مکزیک، نروژ، فیلیپین، آفریقای جنوبی، بریتانیا و ایالات متحده) تأسیس شد، هر سال اجلاسی تشکیل می‌دهد. کشورهای دخیل در آمریکا (شمال و جنوب)، اروپا و جنوب آسیا (اندونزی، استرالیا، کره جنوبی) قرار دارند. فقط تعداد کمی از کشورهای آفریقایی بخشی از OGP هستند، اگرچه آفریقای جنوبی یکی از کشورهای بنیان‌گذار آن است.
پیشرفت فناوری در سراسر کشورهای جهان ادامه دارد، اما تلاش‌های متفرقه و روش‌های کاربردی در مقایسه سرعت خاص پیشرفت برخی کشورها با کشورهای دیگر متفاوت است. ۲۱ اینکه کشورها چطور می‌توانند از اطلاعات استفاده نمایند، به میزان عزم کشورها در فراگیر کردن فناوری در زندگی مردم و کسب و کارها بستگی دارد. دولت‌های محلی و ملی ده‌ها میلیارد دلار صرف فناوری اطلاعات کرده‌اند تا عملکردها و عملیات (functions and operations) این فناوری را بهبود بخشند تا این فناوری برای مردم و دولت‌ها کار کند. ۲۲ وقتی دولت‌های بیشتری به این فناوری‌ها توجه کنند، راه را به سمت سیستم‌های پیش‌رونده و دموکراتیک سیاسی هموار می‌کنند و نگرانی‌های جامعه آینده و شهروندان این کشورها را در نظر می‌گیرند.

### آسیا

#### تایوان
برنامه vTaiwan (حرف v مخفف مجازی) به صورت مشارکتی توسط اعضای جامعه منبع باز و دولت تایلند ایجاد شده‌است. آن‌ها از ابزار مکالمه‌ای به نام pol استفاده می‌کنند که یادگیری ماشینی را به بحث آنلاین مرتبط می‌کند.

#### استرالیا
شهروندان، اقدامات را هدایت می‌کنند.
پلتفرم و حزب سیاسی پیشنهادی که miVote25 نامیده می‌شود، یک نرم‌افزار کاربردی موبایل برای شهروندان دارد تا دربارهٔ سیاست یاد بگیرند و رأی خود را به سیاست‌هایی بدهند که از آن‌ها پشتیبانی می‌کنند. ۲۶ سیاستمداران miVote که برای تصدی یک پست انتخاب شده‌اند، در پشتیبانی از موقعیت افرادی که از این نرم‌افزار استفاده می‌کنند، رأی می‌دهند.

### اروپا

#### استونی
در سال ۲۰۱۳، پلتفرم آنلاین مجلس مردمRahvakogu)28) برای جمع‌سپاری ایده‌ها و پیشنهادها شروع به کار کرد تا قوانین انتخابانی استونی، قانون حزب سیاسی و دیگر مسائل مربوط به دموکراسی را اصلاح کند.

#### فرانسه
پویاترین شهر فرانسه در ارتباط با فناوری شهروندی، پاریس است و اقدامات زیادی در محله سنتیر که به عنوان کانون فناوری شناخته می‌شود، انجام می‌شوند. طبق گفته لوموند، فناوری شهر فرانسه «یک واقعیت» است اما سرمایه‌گذاری برای مقیاس‌بندی آن انجام نشده‌است.

##### اقدامات هدایت شده توسط دولت
در فرانسه، داده عمومی در سایت data.gov.fr32 براساس مأموریت Etalab33 فراهم می‌شود که تحت نظارت نخست‌وزیر قرار دارد.
سازمان‌های دولتی، مشاوره شهروندان را از طریق شورای ملی دیجیتال انجام می‌دهند، برای مثال این مشاوره با قانون مربوط به جمهوری دیجیتال انجام می‌شود.

##### اقدامات هدایت شده توسط شهروندان
جامعه فناوری شهروندی شهروندان فرانسه در یک دموکراسی باز جمعی گرد هم آمده‌اند. هدف اصلی این اقدام جمعی، تقویت دموکراسی برای افزایش قدرت شهروندان، بهبود روش تصمیم‌گیری جمعی و به‌روزرسانی سیستم سیاسی است. دموکراسی باز، پروژه‌هایی را جمع می‌کند که بر موارد زیر تمرکز می‌کنند:
- درک سیاست‌ها؛
- نوسازی موسسات؛
- مشارکت در دموکراسی
- کنترل اقدامات عمومی

#### ایسلند
اصلاحات قانون اساسی ایسلند در سال‌های ۲۰۱۰–۲۰۱۳ باعث شروع فرایندی برای بازبینی و تهیه پیش‌نویس قانون اساسی این کشور بعد از بحران‌های مالی سال ۲۰۰۸ شد و از رسانه اجتماعی برای دریافت بازخورد مربوط به دوازده پیش‌نویس متوالی استفاده شد.
در اکتبر ۲۰۱۱، پلتفرمی به نام BetriReykjavik برای شهروندان ایجاد شد تا همدیگر را مطلع کنند و دربارهٔ مسائل مختلف رأی دهند.
حزب pirate (ایسلند) از پلتفرم جمع‌سپاری Piratar برای اعضای خود استفاده می‌کند تا سیاست‌های جدید حزب را ایجاد کند.

#### ایتالیا
اقدامات هدایت شده توسط شهروندان
کنسرسیومی توسط TOP-IX, FBK و RENA تشکیل شده تا مدرسه عالی فناوری شهروندی ایتالیا را ایجاد کند.
اولین نسخه این کنسرسیوم در ماه می۲۰۱۶ در تورین منتشر شد.
جنبش پنج ستاره، ابزاری به نام روسو دارد که راهی برای برقراری ارتباط با نمایندگان برای اعضای خود فراهم می‌کند.

#### اسپانیا
شورای شهر مادرید، بخش مشارکت شهروندان را ایجاد کرده‌است که پلتفرمی به نام تصمیم‌گیری برای مادرید را ساده می‌کند تا شهروندانی که ثبت نام کرده‌اند، دربارهٔ موضوعات مختلف با افراد دیگر در شهر بحث کنند، اقداماتی برای شورای شهر پیشنهاد نمایند و ایده‌های خود دربارهٔ نحوه هزینه کردن بودجه مربوط به پروژه‌ها را از طریق بودجه‌بندی مشارکتی به رای‌گیری بگذارند.
پودموس (حزب سیاسی اسپانیا) از ابزاری به نام پلازا پودموس استفاده می‌کند که در آن هر کسی می‌تواند ایده‌های خود را پیشنهاد کند و به ایده‌های مختلف رأی بدهد.

#### سوئد
شهر استکهلم یک صفحه ارائه پیشنهاد در وبسایت Stockholm.se ایجاد کرده که به صورت یک نرم‌افزار کاربردی ارائه شده‌است و به شهروندان اجازه می‌دهد تا ایده‌های خود برای پیشرفت شهر را همراه با عکس و GPS ارائه کنند. بعد از دریافت یک پیشنهاد، این پیشنهاد برای مسئول مربوطه ارسال می‌شود که او، پیشنهاد را در برنامه کاری قرار می‌دهد. در سال ۲۰۱۶، صدها هزار درخواست ثبت شد. این سرویس در سپتامبر ۲۰۱۳ شروع به کار کرد.
دولت شهری گوتنبرگ یک سیستم رای‌گیری مشارکتی آنلاین دارد که همه شهروندان می‌توانند از آن استفاده کرده و تغییرات و راه‌حل‌ها را پیشنهاد نمایند. وقتی پیشنهادی بیشتر از ۲۰۰ رأی دریافت کند، به کمیته‌های سیاسی مربوطه تحویل داده می‌شود.

### آمریکای شمالی

#### ایالات متحده آمریکا

##### اقدامات رهبری شده توسط دولت
دولت‌های کلینتون، بوش و اوباما به دنبال اقداماتی برای باز کردن بیشتر دولت از طریق افزایش استفاده از فناوری در موسسات سیاسی یا روش‌های کارآمد برای افزایش مشارکت شهروندی بودند. دولت اوباما، اقدام حکومت باز را براساس اصول شفافیت و مشارکت شهروندی انجام داد. این راهبرد راه را برای افزایش شفافیت دولت در دیگر کشورها هموار کرد تا به صورت قابل توجهی، فرایندها را به نفع شهروندان بهبود بخشند و اجازه مشارکت بیشتر در سیاست از دیدگاه شهروندان را بدهند. طی انتخابات ریاست جمهوری، اوباما «مستقیماً به استفاده گسترده از رسانه اجتماعی در تبلیغات خود پرداخت.»

##### اقدامات هدایت شده توسط شهروندان
فناوری شهروندی توسط بسیاری از شرکت‌ها، سازمان‌ها و گروه‌های داوطلب ایجاد شده‌است. مثال برجسته آن، سازمان کد برای آمریکا (Code for America) است که یک سازمان غیرانتفاعی در سان فرانسیسکو است. نمونه دیگر سازمان فناوری شهروندی، سازمان Chi Hack Night در شیکاگو است. Chi Hack Night یک رویداد هفتگی داوطلبانه برای ساخت، اشتراک‌گذاری و یادگیری در حوزه فناوری شهروندی است. سازمان Civic Hall محل گردهمایی در شهر نیویورک است برای کسانی که می‌خواهند در پروژه‌های شهروندی با استفاده از فناوری مشارکت کنند.

### آمریکای جنوبی

#### آرژانتین
پارتیدو دو لا رد (حزب Net) یک حزب سیاسی آرژانتینی است که از نرم‌افزار منبع باز DemocracyOS استفاده می‌کند که هدف آن، انتخاب نمایندگانی است که بر اساس آنچه شهروندان به صورت آنلاین تصمیم می‌گیرند، رأی می‌دهند.

### ایران
اندیشکده شفافیت برای ایران تاکنون اقدام به توسعهٔ چندین سامانه در حوزهٔ فناوری شهروندی برای کاربران ایرانی نموده‌است که برخی از آنها عبارت‌اند از:
- سامانهٔ رسمیو؛ به منظور ایجاد پروفایلینگ افراد و شرکت‌ها مبتنی بر داده‌های روزنامهٔ رسمی[۴۴]
- سامانهٔ جمع‌نویسی؛ سامانهٔ جمع‌سپاری قانون‌نویسی در ایران[۴۵]
- سامانهٔ قانون‌بان؛ سامانه‌ی شفافیت تکالیف قانونی دستگاه‌های اجرایی کشور[۴۶]
- سامانهٔ مجلس‌نما؛ به منظور شفافیت و رصد عملکرد نمایندگان مجلس[۴۷]
- سامانهٔ شفافیت قراردادها؛ به منظور ایجاد پروفایلینگ و ایجاد امکان رصد حرفه‌ای در داده‌های قراردادهای کشور[۴۸]
- سامانهٔ پروازنما؛ به منظور رصد شرکت‌های هواپیمایی، سنجش ریسک و رتبه‌دهی آنها از منظر تعهد به زمان‌های پرواز[۴۹]

## تأثیرات

### تأثیرات فناوری شهروندی بر رفتار اجتماعی
به خاطر اطمینانی که توسط فناوری شهروندی فراهم می‌شود، نگرانی زیادی دربارهٔ تأثیرات آن بر رفتار اجتماعی وجود دارد.
با توجه به انتخابات و رای‌گیری آنلاین، این نکته برای رای‌دهندگان وجود دارد که تصمیماتی با آگاهی کمتر بگیرند که به خاطر سهولت در رای‌دادن است. اگرچه رای‌دهندگان بیشتری شرکت خواهند کرد اما فقط به این خاطر رأی می‌دهند که ساده‌تر است و تصمیمی بر اساس دیدگاه خود و به صورت آگاهانه نمی‌گیرند. پیشنهاد می‌شود که اگر رای‌دهی آنلاین رواج بیشتری پیدا کند، بحث‌های سازنده دربارهٔ مسائل یا کاندیداها هم افزایش یابند.
اهمیت تعاملات رو در رو نیز با افزایش استفاده از ایمیل و رسانه اجتماعی و کاهش تعاملات سنتی و شخصی اجتماعی به زیر سؤال رفته‌است. در کل، فناوری مسئول این تغییر در هنجار اجتماعی است و توانایی تبدیل آن به قابلیت ارتباطات صوتی و تصویری را دارد. باید تحقیقات بیشتری برای تعیین این مسئله انجام شود که آیا این موارد، جایگزین‌های مناسبی برای تعاملات شخصی هستند یا اینکه هر گونه جایگزینی ممکن است؟
پریس و شنایدرمان دربارهٔ بعد مهم اجتماعی فناوری شهروندی بحث می‌کنند و به «چارچوب خواننده تا رهبر» می‌پردازند که نشان می‌دهد کاربران، خوانندگان را مطلع کرده و خوانندگان نیز ارتباط‌دهندگان را آگاه ساخته و آن‌ها نیز مشارکت‌کنندگان را مطلع می‌کنند تا اینکه به رهبران می‌رسند. این زنجیره ارتباطات اجازه می‌دهد اجراکنندگان از علایق مردم آگاه شوند.

### تأثیرات فناوری شهروندی بر طبقه اجتماعی - اقتصادی
فناوری‌های پیشرفته، هزینه‌های بالایی دارند و افزایش اتکاء به فناوری‌های شهروندی باعث می‌شود خانواده‌های کم درآمد که نمی‌توانند پلتفرم‌های فناوری شهروندی مانند کامپیوتر و تبلت را تهیه کنند، در ناآگاهی و تاریکی بمانند. این امر باعث افزایش شکاف بین خانواده‌هایی با طبقه پایین اجتماعی - اقتصادی و طبقه‌های متوسط و بالا می‌شود.
دانش نحوه استفاده از کامپیوتر با توجه به عوامل دستیابی آنلاین به نرم‌افزارهای فناوری شهروندی، اهمیت یکسانی نسبت به عدم دسترسی به پلتفرم‌های فناوری شهروندی دارد و در خانوارهای کم درآمد، این دانش کمتر است. مدارس دولتی به دنبال تضمین دسترسی مناسب به فناوری و آموزش در کلاس هستند تا دانش‌آموزان را برای جهانی با فناوری بالا آماده کنند اما هنوز تفاوت ملموسی بین مشارکت آنلاین کسانی که تجربه کار با اینترنت دارند و کسانی که فاقد آن هستند، وجود دارد.

## آینده فناوری شهروندی
همچنان که حوزه فناوری شهروندی در سال‌های آینده پیشرفت می‌کند، به نظر می‌رسد که نرم‌افزارهای کاربردی یا دستگاه‌های همراه تبدیل به کانون مهمی برای توسعه می‌شوند، زیرا بیشتر شرکت‌ها و شهرداری‌ها به توسعه‌دهندگان دسترسی پیدا می‌کنند تا به آن‌ها در مسائل خاص کمک کنند. نرم‌افزارهای کاربردی با دستگاه‌های همراه به کار می‌روند تا زندگی را آسان‌تر کنند. کارهایی مانند ارتباطات، ردیابی داده و ایمنی هم برخی از موضوعاتی است که توسعه‌دهندگان نرم‌افزارهای کاربردی و جوامع می‌کوشند تا آن را آسان‌تر کنند. با مرتبط کردن مردم از طریق نرم‌افزارهای کاربردی و وبسایت‌هایی که بستر گفتگو را فراهم می‌کنند و خدمات شهروندی را ارتقاء می‌دهند، شهرها راهی ارزان برای فراهم کردن خدمات برای شهروندانشان پیدا کرده‌اند.
چون فناوری شهروندی «فقط بخشی از ۲۵٫۵ میلیارد دلاری است که دولت صرف فناوری اطلاعات خارجی (IT) می‌کند»، سخت نیست که ببینیم چطور این بخش از اینجا به بعد پیشرفت کرده و نوآوری زیادی در بخش‌های دولتی و خصوصی به وجود آورده و مشارکت شهروندی در این بخش‌ها و پلتفرم‌های فناوری افزایش می‌یابد.

## کدنویسی شهروندی
کدنویسی شهروندی یک رویکرد فناوری برای حل کردن مشکلات شهروندی است که اغلب شامل استفاده از داده‌های حکومتی برای پاسخگوتر کردن دولت است. کدنویس‌های شهروندی می‌توانند برنامه‌نویس‌ها، طراحان، دانشمندان داده، برقرارکنندگان ارتباط، سازمان‌دهندگان شهروندی، کارآفرینان و کارکنان دولتی باشند. برخی کدنویس‌های شهروندی توسط سازمان‌های غیرانتفاعی مانند سازمان کد برای آمریکا یا پروژه‌هایی مانند mySociety استخدام می‌شوند تا با ترکیب فناوری شهروندی و کدنویسی کار کنند. برخی برای شرکت‌های نوآور انتفاعی از جمله فراهم‌کننده نرم‌افزار مکانی آزاوا در فیلادلفیا کار می‌کنند. مابقی نیز کدنویس‌های شهروندی مستقل هستند.

### کد برای آمریکا (Code for America)
کد برای آمریکا یک سازمان غیر سیاسی غیر حزبی 501(c)(۳) است که در سال ۲۰۰۹ برای بررسی شکاف گسترده بین بخش‌های دولتی و خصوصی از نظر استفاده مؤثر از فناوری و طراحی تأسیس شد. این سازمان معتقد است برای اینکه دولت آمریکا در قرن بیست و یکم به خوبی به شهروندان خود خدمت کند باید سه کار انجام دهد:
توانمند بودن در عرصه دیجیتال: مهارت‌های دیجیتال در تمام سطوح دولت وارد می‌شوند و افرادی که مسئول ارائه برنامه‌ها و خدمات به مردم هستند، این مهارت‌ها را دارند.
اطمینان از اینکه سیاست و عرصه اجرا را با یکدیگر کار و تعامل می‌کنند که اهمیت زیادی برای رفع نیازهای مردم دارند. فرایندهای خطی که از سیاست به اجرا و توقف می‌رسند، باید تبدیل به چرخه‌های تکرارشونده شوند که در آن، سیاست و اجرا به هم بازخورد داده و بر نیازهای مردم تمرکز می‌کنند.
دولت یک بستر برای مشارکت شهروندی و همکاری باشد. دولت باید یاد بگیرد تا مشارکت‌های مناسب مردم را در نظر بگیرد، طوری‌که همه بتوانند به کار کردن دولت کمک کنند.

### mySociety
mySociety پروژه دموکراسی الکترونیک دولت بریتانیا است که مبتنی برنهاد خیریه ثبت شده به نام دموکراسی آنلاین شهروندان بریتانیا می‌باشد. این سازمان کار خود را به صورت یک سازمان متمرکز در بریتانیا با هدف ایجاد ابزارهای دموکراسی آنلاین برای شهروندان بریتانیا شروع کرد.

### گروه کدنویسی پرینستون
پروفسور آندرو اپل، استاد دانشگاه پرینستون، به دنبال اثبات این مسئله است که هک کردن یک ماشین رای‌گیری تا چه اندازه آسان است. وی و دانشجویش، آلکس هالدرمان، یک ماشین رای‌گیری خریدند و هالدرمان قفل آن را در ۷ ثانیه برداشت. آن‌ها تراشه 4ROM را بیرون آوردند و آن را با نسخه تغییر یافته خودشان جایگزین کردند: نسخه‌ای از یک سخت‌افزار که نتایج ماشین را منتشر کرده و تعداد رای‌ها را تغییر می‌داد اما نشانه‌ای برای رای‌دهنده مشخص نمی‌کرد. کمتر از ۷ دقیقه طول کشید تا این فرایند کامل شود.
اپل نامه‌ای برای کمیته فرعی فناوری اطلاعات مجلس کنگره با موضوع «امنیت سایبری: تضمین انسجام صندوق‌های رای» نوشت و به کنگره پیشنهاد کرد ماشین رای‌گیری لمسی را بعد از انتخابات ۲۰۱۶ کنار بگذارند و تمام انتخابات را به دقت بررسی و ممیزی کنند تا مطمئن شوند که سیستم‌ها به درستی کار می‌کنند و مردم آمریکا را نیز مطمئن کنند که رأی آن‌ها شمرده می‌شود.